# Tachina exagens
Tachina exagens là một loài ruồi trong họ Tachinidae.